# София Хедвига фон Саксония-Лауенбург
София Хедвига фон Саксония-Лауенбург (на немски: Sofie Hedwig von Sachsen-Lauenburg; * 24 май 1601, Лауенбург/Елба; † 1 февруари или 21 март 1660, Глюксбург, Германия) от род Аскани, е принцеса от Саксония-Лауенбург и чрез женитба първата херцогиня на Шлезвиг-Холщайн-Зондербург-Глюксбург.

## Живот
Дъщеря е на херцог Франц II фон Захсен-Лауенбург (1547 – 1619) и втората му съпруга принцеса Мария фон Брауншвайг-Волфенбютел (1566 – 1626), дъщеря на херцог Юлий фон Брауншвайг-Волфенбютел. Сестра е на Франц Юлий (1584 – 1634) и Юлий Хайнрих (1586 – 1665). Полусестра е на херцог Август (1577 – 1656), който след смъртта на баща им става през 1619 г. херцог на Саксония-Лауенбург.
На 23 май 1624 г. в Нойхауз при Бойценбург София Хедвига се омъжва за херцог Филип фон Шлезвиг-Холщайн-Зондербург-Глюксбург (1584 – 1663), син на херцог Йохан фон Шлезвиг-Холщайн-Зондербург (1545 – 1622) и първата му съпруга Елизабет фон Брауншвайг-Грубенхаген (1550 – 1586).
Тя умира на 1 февруари 1660 г. на 58 години.

## Деца
София Хедвига и Филип имат децата:
- Йохан (* 23 юли 1625; † 4 декември 1640)
- Франц (* 20 август 1626; † 3 август 1651)
- Кристиан (* 19 юни 1627; † 17 ноември 1698)

∞ Сибила Урсула фон Брауншвайг-Волфенбютел, дъщеря на херцог Август II
∞ Агнес Хедвиг фон Шлезвиг-Холщайн-Зондербург-Пльон
- Мария Елизабет (1628 – 1664), ∞ Георг Албрехт фон Бранденбург-Кулмбах
- Карл Албрехт (* 11 септември 1629; † 26 ноември 1631)
- София Хедвиг (* 7 октомври 1630; † 27 септември 1652), ∞ херцог Мориц I фон Саксония-Цайц
- Адолф (* 21 октомври 1631; † 7 февруари 1658)
- Августа (* 27 юни 1633; † 26 май 1701), ∞ херцог Ернст Гюнтер фон Шлезвиг-Холщайн-Зондербург-Аугустенбург
- Христиана (* 22 септември 1634; † 20 май 1701), ∞ херцог Кристиан I фон Саксония-Мерзебург
- Доротея (* 28 септември 1636; † 6 август 1691)

∞ херцог Христиан Лудвиг фон Брауншвайг-Люнебург
∞ курфюрст Фридрих Вилхелм фон Бранденбург
- Магдалена (* 27 февруари 1639; † 21 март 1640)
- Хедвига (* 21 март 1640; † 31 януари 1671)
- Анна Сабина (* 10 октомври 1641; † 20 юли 1642)
- Анна (* 14 януари 1643; † 24 февруари 1644)